# 論拠と事実
論拠と事実（ロシア語: Аргументы и факты アルグメントゥイ・イ・ファクトゥイ）とは、ロシアの週刊紙である。モスクワに本社を置き、2019年時点における発行部数は約150万部。

## 概要
新聞社としての歴史は1978年に始まり、ロシアにおいて比較的若いメディアである。大衆向けの新聞として人気を保ち、ロシアでは最大の発行部数を誇る。また、朝日新聞の特約海外新聞でもある。
1990年5月には発行部数が3343万1100部に達し、推定で1億人以上の読者を持っていた。

## 参考
1. ↑  愛知県立大学外国語学部の会報「おろしゃ会通信」での使用例あり。
2. ↑  袴田茂樹のおろしあ国徒然譚
3. ↑  『ギネスブック'96（日本語版）』ピーター・マシューズ（編）、騎虎書房、1995年、246頁。ISBN 4-88693-604-0。